# Sternik motorowodny

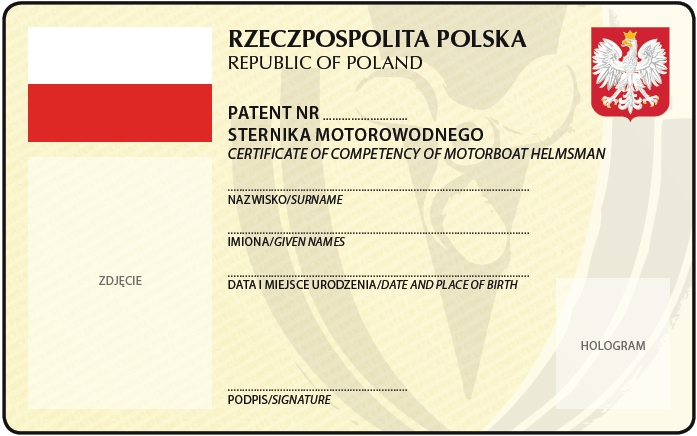
awers patentu sternika motorowodnego z 2013 roku.

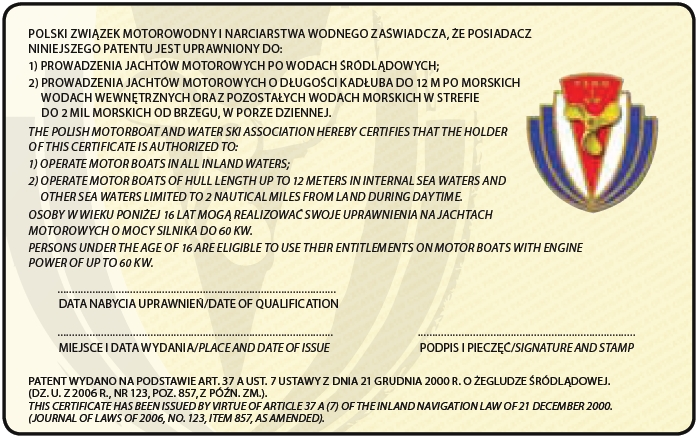
rewers patentu sternika motorowodnego 2013 roku.

Sternik motorowodny – najniższy z patentów motorowodnych.

## Wymagania
- ukończenie 14. roku życia,
- zdanie egzaminu z wymaganej wiedzy i umiejętności.

## Uprawnienia
- prowadzenie jachtów motorowych po wodach śródlądowych,
- prowadzenie jachtów motorowych o długości kadłuba do 12 m po morskich wodach wewnętrznych oraz pozostałych wodach morskich w strefie 2 Mm od brzegu, w porze dziennej.

Osoby poniżej 16 lat mogą realizować swoje uprawnienia na jachtach o mocy do 60 kW.

## Podstawa prawna
- Ustawa z 21 grudnia 2000 r. o żegludze śródlądowej (Dz.U. z 2025 r. poz. 18) (art. 37a)
  - Rozporządzenie Ministra Sportu i Turystyki z 9 kwietnia 2013 r. w sprawie uprawiania turystyki wodnej (Dz. U. z 2013 r., poz. 460)